# Giro del Belgio 1936
Il Giro del Belgio 1936, venticinquesima edizione della corsa, si svolse in cinque tappe tra il 5 maggio e il 10 maggio 1936, per un totale di 1 183 km e fu vinto dal belga Émile Decroix.

## Tappe
| Tappa  | Data      | Percorso            | km    | Vincitore di tappa  | Leader cl. generale |
| ------ | --------- | ------------------- | ----- | ------------------- | ------------------- |
| 1ª     | 5 maggio  | Bruxelles > Ostenda | 232   | Maurice Croon       |                     |
| 2ª     |           | Ostenda > Namur     | 236   | Marcel Kint         |                     |
| 3ª     |           | Namur > Lussemburgo | 233   | Adolph Braeckeveldt |                     |
| 4ª     |           | Lussemburgo > Liegi | 245   | Louis Rolus         |                     |
| 5ª     | 10 maggio | Liegi > Bruxelles   | 237   | Arsène Mersch       | Émile Decroix       |
| Totale | Totale    | Totale              | 1 183 |                     |                     |

## Dettagli delle tappe

### 1ª tappa
- 5 maggio: Bruxelles > Ostenda – 232 km

Risultati
| Pos. | Corridore     | Squadra   | Tempo    |
| ---- | ------------- | --------- | -------- |
| 1    | Maurice Croon | Oscar Egg | 6h18'06" |
| 2    | Émile Decroix | Mercier   | ?        |
| 3    | Lode Janssens | Oscar Egg | ?        |

### 2ª tappa
- Ostenda > Namur – 236 km

Risultati
| Pos. | Corridore        | Squadra        | Tempo    |
| ---- | ---------------- | -------------- | -------- |
| 1    | Marcel Kint      | Mercier        | 7h14'05" |
| 2    | Frans Van Hassel | Bristol        | ?        |
| 3    | Robert Wierinckx | De Dion-Bouton | ?        |

### 3ª tappa
- Namur > Lussemburgo – 233 km

Risultati
| Pos. | Corridore           | Squadra        | Tempo    |
| ---- | ------------------- | -------------- | -------- |
| 1    | Adolph Braeckeveldt | La Française   | 6h55'53" |
| 2    | Léon Louyet         | Delangle       | ?        |
| 3    | Arsène Mersch       | Dilecta-Wolber | ?        |

### 4ª tappa
- Lussemburgo > Liegi – 245 km

Risultati
| Pos. | Corridore           | Squadra        | Tempo    |
| ---- | ------------------- | -------------- | -------- |
| 1    | Louis Rolus         | Individuale    | 6h42'53" |
| 2    | Camille Van Iseghem | La Française   | ?        |
| 3    | Arsène Mersch       | Dilecta-Wolber | ?        |

### 5ª tappa
- 10 maggio: Liegi > Bruxelles – 237 km

Risultati
| Pos. | Corridore         | Squadra        | Tempo    |
| ---- | ----------------- | -------------- | -------- |
| 1    | Arsène Mersch     | Dilecta-Wolber | 6h52'48" |
| 2    | Constant Struyven | Van Hauwaert   | ?        |
| 3    | François Adam     | Helyett        | ?        |

## Classifiche finali

### Classifica generale
| Pos. | Corridore        | Squadra        | Tempo     |
| ---- | ---------------- | -------------- | --------- |
| 1    | Émile Decroix    | Mercier        | 34h20'56" |
| 2    | Robert Wierinckx | De Dion-Bouton | a 1'27"   |
| 3    | Frans Bonduel    | Dilecta-Wolber | a 3'23"   |
| 4    | Henri Garnier    | France Sport   | a 8'08"   |
| 5    | François Adam    | Helyett        | a 8'19"   |
| 6    | Kamiel Vermassen | La Perle       | a 9'18"   |
| 7    | Frans Van Hassel | Bristol        | a 10'14"  |
| 8    | Noël Declercq    | A.Leducq       | a 10'33"  |
| 9    | Antoine Dignef   | Colin-Wolber   | a 13'22"  |
| 10   | Jules Kneepkens  | De Dion-Bouton | a 13'49"  |